# Icosidodecadodecàedre xato
En geometria, l'icosidodecadodecàedre xato és un políedre uniforme no convex indexat com a U46.

## Coordenades cartesianes
Les coordenades cartesianes dels vèrtexs de l'icosidodecadodecàedre xato són totes les permutacions parells de
(±2α, ±2γ, ±2β),
(±(α+β/τ+γτ), ±(-ατ+β+γ/τ), ±(α/τ+βτ-γ)),
(±(-α/τ+βτ+γ), ±(-α+β/τ-γτ), ±(ατ+β-γ/τ)),
(±(-α/τ+βτ-γ), ±(α-β/τ-γτ), ±(ατ+β+γ/τ)) i
(±(α+β/τ-γτ), ±(ατ-β+γ/τ), ±(α/τ+βτ+γ)),
amb un nombre parell de signes positius, on
α = ρ+1 = ρ3,
β = τ²ρ²+τ²ρ+τ = τ²ρ4+τ,
γ = ρ²+τρ,
i on τ = (1+√5)/2 és la raó àuria i
ρ és la solució real de ρ3=ρ+1, o aproximadament 1.3247180.
ρ s'anomena constant plàstica. Si es prenen les permutacions senars de les coordenades de sobre amb un nombre imparell de signes positius s'obté una altra forma, l'enantiomorfa de l'altra.